# Ekologisk mat

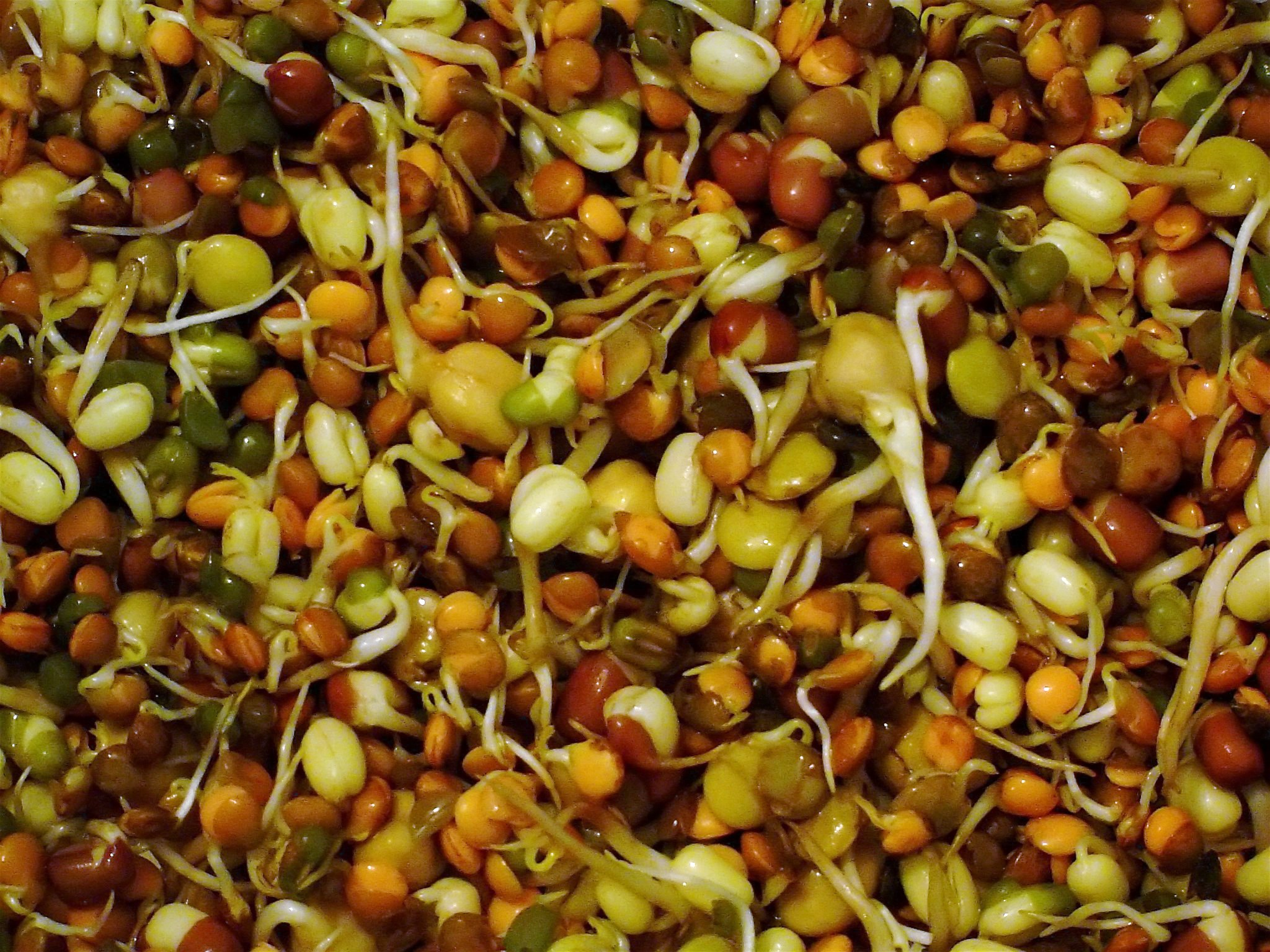
Blandade bönor.

Ekologisk mat eller ekomat är mat gjord på råvaror som räknas som ekologiska, det vill säga att de kommer från odlingar som är certifierade för vissa regler. Den vanligaste märkningen för ekologisk mat i Sverige beviljas av Krav, som är en ekonomisk förening där stora aktörer inom livsmedelsindustrin finns som exempelvis ICA, Coop, LRF, Arla. Luomu-märket beviljas för ekologiska produkter som övervakas av finska myndigheter.
Vissa tillsatser till mat brukar vara förbjudna vid Krav-märkning av mat, däribland tillsats av glutamat.

## Märkningar
| Märkning                         | Beskrivning |
| -------------------------------- | --- |
| Krav                             | Regler kring odling och produktion, till exempel växtodling, djurhållning, livsmedelsförädling. |
| Luomu-märket                     | Ekologisk produktion kontrollerad av finska myndigheter. |
| Ekologiskt jordbruk              | EU:s kontrollmärke. Sedan 1 juli 2012 är kontrollmärket obligatoriskt för ekologiska färdigförpackade livsmedel producerade inom EU. För importerade produkter är märkningen frivillig. Om logotypen används måste produktens geografiska ursprung anges. |
| Marine Stewardship Council (MSC) | Garanterar att fisk och skaldjursprodukter är fiskade på ett hållbart sätt. |

## Historik

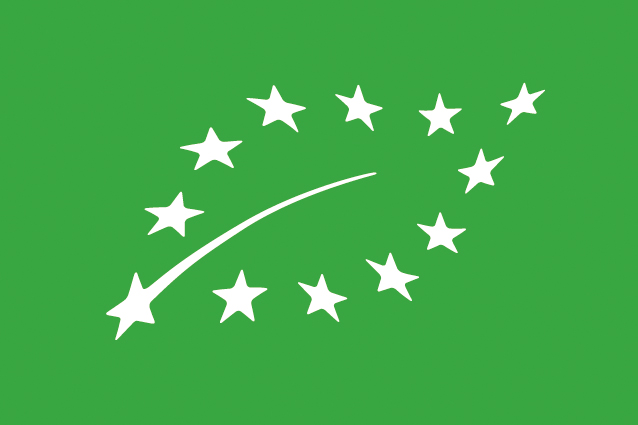
EU:s logotyp för ekologiska livsmedel

Försäljningen av ekologisk mat ökade med cirka 25 procent under 2007. Sedan 2010 måste alla livsmedelsförpackningar som innehåller ekologiska livsmedel som producerats i EU märkas med EU:s grön-vita logotyp för ekologiska livsmedel: EU-Lövet (Se bilden).

## Effekter
Enligt en rapport 2012, som analyserar många jämförbara studier, ger ekologisk odling i genomsnitt åttio procent av skörden jämfört med konventionell odling.
Svenska livsmedelsverket anser att det behövs fler undersökningar för att ta ställning till den ekologiska matens näringsvärden.

## Ekologisk mat i Sverige
I Sverige finns idag (2014) fyra godkända kontrollorgan som kontrollerar och certifierar ekologiska livsmedel: Kiwa Sverige, SMAK AB, HS Certifiering AB samt Valiguard AB.